# Dolina Kalifornijska

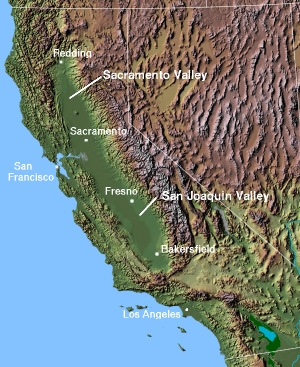
Mapa Doliny Kalifornijskiej

Dolina Kalifornijska (ang. Central Valley) – nizina w Kalifornii. Jest długa (700 km długości) i wąska (do 100 km szerokości). Rozciąga się z północnego zachodu na południowy wschód. Dolina jest zapadliskiem pomiędzy dużo wyżej położonymi terenami Gór Nadbrzeżnych i Sierra Nevada. Z Oceanem Spokojnym łączy się przesmykiem w pobliżu San Francisco. Dolina Kalifornijska składa się z doliny rzeki Sacramento (płynącej z północy) i doliny rzeki San Joaquin (płynącej z południa). Występuje klimat podzwrotnikowy morski.
W dolinie silnie rozwinięte jest rolnictwo. Uprawiane są głównie owoce cytrusowe i winogrona. Wydobywany jest także gaz ziemny.
Największe miasta położone w Dolinie Kalifornijskiej to:
- Sacramento
- Modesto
- Fresno
- Bakersfield
- Stockton